# Rechtskataster
Ein Rechtskataster bildet die relevanten Gesetze und Vorschriften ab, von denen eine Organisation (z. B. ein Unternehmen) betroffen ist. Im Gegensatz zum allgemeinen Verständnis des Begriffs Kataster hat ein Rechtskataster keinen Raumbezug. Synonyme Begriffe sind Rechtsverzeichnis und Rechtsregister.

## Bezug zu ISO-Normen
Der Begriff Rechtskataster wird häufig im Kontext der Normen ISO 9001 (Qualitätsmanagement-QM), ISO 14001 (Umweltmanagement - UM), ISO 45001 (Management für Sicherheit und Gesundheit bei der Arbeit - SGA) und ISO 50001 (Energiemanagement - En) verwendet. Da das europäische Umweltmanagementsystem EMAS (Eco-Management and Audit Scheme) alle Inhalte der Norm ISO 14001 einschließt, ergibt sich auch hier eine direkte Verknüpfung. Hierbei dient ein Rechtskataster zur Erfüllung von einzelnen Anforderungen der Normen an die Erfassung, Bewertung, Umsetzung und Dokumentation von rechtlichen Anforderungen bzw. bindender Verpflichtungen in Bezug auf das jeweilige Managementsystem (siehe Ausführungen zu den einzelnen Normen unten).

## Mögliche Ausgestaltung eines Rechtskatasters
Die Ausgestaltung des Rechtskatasters obliegt der Organisation selbst; die Normen enthalten hierzu keine konkreten Vorgaben. Ein möglicher Ansatz ist z. B. die tabellarische Erfassung aller rechtlichen Verpflichtungen und sonstigen Anforderungen im Sinne der Norm zusammen mit der Angabe, wo sich der Text des zugrunde liegenden Dokuments findet. Da sich die meisten Rechtstexte über das Internet abrufen lassen, genügt für diese Fälle ein Weblink. Einige dieser Angebote werden von staatlichen Institutionen betrieben und sind kostenlos zugänglich während andere frei zugängliche Rechtsdatenbanken zusätzlich und speziell für Rechtskataster gedachte Funktionen und Benachrichtigungen vorhalten. Daneben gibt es auch kostenpflichtige Angebote, die je nach Anbieter auch die Erstellung eines Rechtskatasters ermöglichen. Darüber hinaus finden sich eine Vielzahl kommerzieller Anbieter, die die Erstellung eines kundenspezifischen Rechtskatasters als Dienstleistung anbieten. Gemeinsam haben die meisten Angebote, dass die Anwender mittels Aktualisierungsdienste über gesetzliche Änderungen informiert werden.

## Erweiterung auf Genehmigungskataster
Neben den allgemein gültigen rechtlichen Anforderungen gibt es in der Regel auch Anforderungen, die sich spezifisch an eine Organisation richten, wie beispielsweise bei Auflagen aus Genehmigungen. Handelt es sich konkret z. B. um eine Anlagengenehmigung nach dem Bundesimmissionsschutzgesetz, können die im Bescheid auferlegten Pflichten in den Geltungsbereich eines Umweltmanagementsystems fallen. Auch eine Baugenehmigung kann in Teilen Bezug zum Umweltmanagementsystem haben, wenn es z. B. um die Oberflächenentwässerung oder den Brandschutz geht. Werden diese Genehmigungen in einem eigenen Verzeichnis erfasst, spricht man auch von einem Genehmigungskataster. Die Integration des Genehmigungskatasters in ein Rechtskataster ist möglich und kann der Vereinfachung dienen.

## Vom Rechtskataster zum Rechtspflichtenkataster
Bei einem Rechtskataster handelt es sich um ein reines Verzeichnis, aus dem nicht hervorgeht, welche konkreten Pflichten sich hieraus für die Organisation ergeben. Die Normen fordern jedoch nicht nur die reine Erfassung der den bindenden Verpflichtungen oder rechtlichen Anforderungen zugrunde liegenden Texte, sondern auch die Bestimmung der resultierenden Verpflichtungen, deren Anwendbarkeit auf die Organisation und die Integration in den Aufbau, die Verwirklichung, die Aufrechterhaltung des Managementsystems. Darüber hinaus muss die Organisation Maßnahmen für den Umgang mit bindenden Verpflichtungen oder rechtlichen Anforderungen ergreifen und planen, wie diese Maßnahmen in die Managementprozesse oder in andere Geschäftsprozesse integriert und dort verwirklicht werden. Somit muss die Organisation die Inhalte des Rechtskatasters auswerten und herausarbeiten, welche konkreten Verpflichtungen und Anforderungen sich hieraus ergeben und diese ebenfalls als dokumentierte Information erstellen und aufrechterhalten (siehe Ausführungen für die einzelnen Normen unten). Diese erweiterte Form des Rechtskatasters wird auch Rechtspflichtenkataster genannt.

## Erfüllung der Rechtspflichten
Die Notwendigkeit zur Erstellung eines Rechtspflichtenkatasters ergibt sich sowohl aus gesetzlichen, als auch normativen Anforderungen. Beispielsweise dürfen gemäß § 3 Abs. 1 ProdSG Produkte nur dann in Verkehr gebracht werden, wenn sie „die in den Rechtsverordnungen vorgesehenen Anforderungen“ erfüllen. Folglich müssen Produkthersteller und Importeure die jeweils relevanten Rechtsvorschriften und die sich daraus ergebenden Pflichten kennen.
Daneben fordern alle geläufigen Managementsystemnormen, dass die Organisation die notwendigen Prozesse zur Bewertung der Erfüllung ihrer bindenden Verpflichtungen aufbauen, verwirklichen und aufrechterhalten muss. Dies legt der Organisation folglich die Pflicht auf, die Erfüllung der bindenden Verpflichtungen zu kontrollieren und zu bewerten (siehe Ausführungen zu den einzelnen Normen unten). Die Einhaltung der bindenden Verpflichtungen wird hingegen nicht gefordert. Wie auch schon beim Rechtskataster steht es der Organisation völlig frei, wie sie diese Normvorgabe erfüllen will. Die komplexe deutsche Gesetzgebung beinhaltet eine Vielzahl von Rechtspflichten, so dass bereits in einem mittelständischen Unternehmen durchaus 1000 und mehr Rechtspflichten zu berücksichtigen sind. Eine Übertragung und Aufteilung der Kontrolle und Bewertung bindender Verpflichtungen innerhalb der Organisation ist von Seiten der Normen möglich und wird teils sogar explizit beschrieben (z. B. DIN EN ISO 14001:2015 Normpunkt 5.3). Eine Möglichkeit den Aufwand für die Erfüllung der Normforderungen stellen Checklisten dar, die jeweils nur einen Teil der Rechtspflichten umfassen und dadurch den Aufwand auf mehrere kleine Einheiten verteilen. Ein weiterer Vorteil dieses Ansatzes ist die Möglichkeit, die Überwachung und Sicherstellung der Rechtspflichten an unterschiedliche Positionen im Unternehmen in Form einer konkreten Aufgabe zu delegieren.

## Verankerung der rechtlichen Anforderungen in den Normtexten
Jede der Normen ISO 9001, ISO 14001, ISO 45001 und ISO 50001 beinhaltet eine Reihe von Vorgaben zum Umgang mit bindenden Verpflichtungen oder rechtlichen Anforderungen. Da sich diese in den einzelnen Normen unterscheiden, werden die relevanten Inhalte im Nachfolgenden für jede dieser Normen im Detail dargestellt. Die Bezugsangaben in Klammern beziehen sich jeweils auf den offiziellen Normtext.

### Rechtliche Anforderungen in der Norm DIN EN ISO 9001:2015
Im Normtext der DIN EN ISO 9001:2015 wird an manchen Stellen allgemein von Anforderungen und an anderen Stellen ausführlicher von den gesetzlichen und behördlichen Anforderungen gesprochen. Den Begriffen gesetzliche und behördliche Anforderungen wird im Text der Norm auch das Synonym „rechtliche Anforderungen“ zugeordnet (Anmerkung 2 zu 1).
Die Norm nennt die Erfüllung zutreffender gesetzlicher und behördlicher Anforderungen in Bezug auf die Produkte und Dienstleistungen als potenziellen Vorteil bei der Umsetzung eines QM-Systems (01). Beim Anwendungsbereich steht, dass die Norm Anforderungen an ein QM-System festlegt, wenn eine Organisation ihre Fähigkeit darlegen muss, beständig Produkte und Dienstleistungen bereitzustellen, die den Anforderungen der Kunden und die zutreffenden gesetzlichen und behördlichen Anforderungen zu erfüllen. Darüber hinaus hat sie Relevanz beim Bestreben der Organisation die Einhaltung von zutreffenden gesetzlichen und behördlichen Anforderungen zuzusichern (1). Das Verstehen der Anforderungen und deren fortlaufende Einhaltung wird durch Anwendung eines prozessorientierten Ansatzes im QM-System ermöglicht (0.3.1).
Eine Organisation muss externe und interne Themen bestimmen, die für ihren Zweck und ihre strategische Ausrichtung relevant sind und sich auf ihre Fähigkeit auswirken, die beabsichtigten Ergebnisse ihres Qualitätsmanagementsystems zu erreichen. Die Organisation muss Informationen über diese externen und internen Themen überwachen und überprüfen (4.1). Die Anmerkung 2 hierzu erläutert, dass das Verständnis über den externen Kontext durch Betrachten von Themen gefördert werden, die sich unter anderem aus dem gesetzlichen Umfeld ergeben.
Die Organisation muss die interessierten Parteien und deren für ihr Qualitätsmanagementsystem relevanten Anforderungen bestimmen. An dieser Stelle wird explizit auf die potentiellen Auswirkungen der interessierten Parteien auf die Fähigkeit der Organisation zur beständigen Bereitstellung von Produkten und Dienstleistungen, die die zutreffenden gesetzlichen und behördlichen Anforderungen erfüllen hingewiesen. Die Organisation muss Informationen über diese interessierten Parteien und deren relevanten Anforderungen überwachen und überprüfen (4.2). Bei der Analyse der interessierten Parteien muss demnach auch der Gesetzgeber und die zuständigen Behörden betrachtet werden.
Die oberste Leitung muss im Hinblick auf die Kundenorientierung Führung und Verpflichtung zeigen, indem sie sicherstellt, dass zutreffende gesetzliche sowie behördliche Anforderungen bestimmt, verstanden und beständig erfüllt werden (5.1).
Die Organisation muss Qualitätsziele festlegen, die auch die zutreffenden Anforderungen berücksichtigen (5.2.1). Die oberste Leitung muss zudem eine Qualitätspolitik festlegen, umsetzen und aufrechterhalten, die eine Verpflichtung zur Erfüllung zutreffender Anforderungen enthält (5.2.1).
Bei der Bestimmung von Anforderungen an die Produkte und Dienstleistungen, muss die Organisation sicherstellen, dass die Anforderungen an das Produkt und die Dienstleistung festgelegt sind, einschließlich jeglicher zutreffender gesetzlicher und behördlicher Anforderungen (8.2.2).
Die Organisation muss die Ressourcen bestimmen und bereitstellen, um im Rahmen von Überwachung und Messung die für die Sicherstellung gültiger und zuverlässiger Überwachungs- und Messergebnisse benötigt werden, um die Konformität von Produkten und Dienstleistungen mit festgelegten Anforderungen nachzuweisen (7.1.5.1). Die Organisation muss das Wissen bestimmen, das benötigt wird, um ihre Prozesse durchzuführen und um die Konformität von Produkten und Dienstleistungen zu erreichen (7.1.6). Die Organisation muss die Prozesse zur Erfüllung der Anforderungen an die Bereitstellung von Produkten und Dienstleistungen planen, verwirklichen und steuern, indem sie die Ressourcen bestimmt, die benötigt werden, um die Konformität mit den Produkt- und Dienstleistungsanforderungen zu erreichen (8.1).
Die Organisation muss sicherstellen, dass sie die Fähigkeit besitzt, die Anforderungen einschließlich der gesetzlichen und behördlichen Anforderungen, die für die Produkte und Dienstleistungen die Kunden angeboten werden zutreffen, zu erfüllen. Dazu gehört auch die Ermittlung und Berücksichtigung von Änderungen bei den Anforderungen (8.2.3.1). Die Pflicht zur Bestimmung der Anforderungen einschließlich gesetzlicher und behördlicher Anforderungen gilt auch für die Entwicklung von Produkt- und Dienstleistungsarten (8.3.3). Auch während oder nach der Entwicklung von Produkten und Dienstleistungen muss die Organisation Änderungen ermitteln, überprüfen und einsteuern, um nachteilige Auswirkungen auf die Konformität mit den Anforderungen zu verhindern (8.3.6). Die Organisation muss zudem bei extern bereitgestellte Prozesse, Produkte und Dienstleistungen sicherstellen, dass diese den Anforderungen entsprechen. Die Organisation muss externe Anbieter auf deren Fähigkeit Prozesse oder Produkte und Dienstleistungen in Übereinstimmung mit den Anforderungen bereit-zustellen beurteilen und überwachen. Die Organisation muss dokumentierte Informationen zu diesen Tätigkeiten und über jegliche notwendigen Maßnahmen aus den Bewertungen aufbewahren (8.4.1). Die Managementbewertung muss die Konformität von Produkten und Dienstleistungen sowie Nichtkonformitäten und Korrekturmaßnahmen umfassen (9.3.2).

### Rechtliche Anforderungen in der Norm DIN EN ISO 14001:2015
Der Normtext der DIN EN ISO 14001:2015 verwendet als bevorzugten Begriff „bindenden Verpflichtungen“. Dies umfasst rechtliche Verpflichtungen, die eine Organisation erfüllen muss und andere Anforderungen oder zu deren Erfüllung sich eine Organisation entschließt. In jedem Fall beziehen diese sich auf das Managementsystem. Die Norm definiert den Begriff „Umweltmanagementsystem“ als Teil des Managementsystems, der dazu dient, Umweltaspekte zu handhaben, bindende Verpflichtungen zu erfüllen und mit Risiken und Chancen umzugehen (3.1.2). Somit ist die Erfüllung der bindenden Pflichten integraler Bestandteil der Zweckbestimmung eines Umweltmanagementsystems nach DIN EN ISO 14001:2015.
Ein systematischer Ansatz zum Umweltmanagementsystem kann laut dem Normtext die Organisation beim Erfüllen von bindenden Verpflichtungen unterstützen und somit den Erfolg sowie Möglichkeiten fördern, die zur nachhaltigen Entwicklung beitragen. Die Norm beabsichtigt hierbei nicht, die rechtlichen Verpflichtungen einer Organisation auszuweiten oder zu verändern (0.2). Die beabsichtigten Ergebnisse eines Umweltmanagementsystems schließen in Übereinstimmung mit der Umweltpolitik der Organisation auch die Erfüllung von bindenden Verpflichtungen ein (1). Der Anhang A zur Norm fügt hinzu, dass auch die Änderungen bei bindenden Verpflichtungen als Teil des Managements bei Änderungen berücksichtigt werden sollte, so dass unbeabsichtigte Folgen dieser Änderungen keine nachteilige Auswirkung auf die beabsichtigten Ergebnisse des Umweltmanagementsystems haben (A.1).
Der Normpunkt „Verstehen der Organisation und ihres Kontextes“ beabsichtigt ein grundsätzliches konzeptionelles Verständnis wichtiger Themen, die Einfluss auf die Führung und Steuerung der umweltbezogenen Verpflichtungen der Organisation haben können (A.4.1). Die Organisation muss die interessierten Parteien und aus deren Anforderungen in Bezug auf das Umweltmanagementsystem diejenigen bestimmen, die zu bindenden Verpflichtungen werden (4.2). Diesen bindenden Verpflichtungen trägt die Organisation bei der Planung des Umweltmanagementsystems Rechnung (A.4.2). Die bindenden Verpflichtungen sind bei der Festlegung des Anwendungsbereichs der Umweltmanagementsystems zu berücksichtigen (4.3). Die Festlegung des Anwendungsbereichs sollte nicht dazu dienen, Tätigkeiten, Produkte und Dienstleistungen oder Einrichtungen, die wesentliche Umweltaspekte haben oder haben können, auszuschließen oder sich ihren bindenden Verpflichtungen zu entziehen (A.4.3).
Die nach den Vorgaben der Norm zu erstellende Umweltpolitik der Organisation muss eine Verpflichtung zur Erfüllung der bindenden Verpflichtungen enthalten und als dokumentierte Information aufrechterhalten werden (5.2). Hierzu führt die Norm weiter aus, dass einige interessierte Parteien sich besonders um die Verpflichtung der Organisation sorgen, ihre bindenden Verpflichtungen und insbesondere die geltenden rechtlichen Anforderungen zu erfüllen. Die Norm legt eine Reihe miteinander verknüpfter Anforderungen bezüglich dieser Verpflichtung fest. Diese schließen die Notwendigkeit ein, bindende Verpflichtungen zu bestimmen, sicherzustellen, dass Betriebsabläufe in Übereinstimmung mit diesen bindenden Verpflichtungen ausgeführt werden, die Erfüllung der bindenden Verpflichtungen zu bewerten und Nichtkonformitäten zu korrigieren (A.5.2).
Im Rahmen der Maßnahmen zum Umgang mit Risiken und Chancen muss die Organisation jene Risiken und Chancen bestimmen, die in Verbindung mit den bindenden Verpflichtungen betrachtet werden müssen (6.1.1). Bindende Verpflichtungen können Risiken und Chancen hervorbringen, wie z. B. Nichterfüllung (was für die Organisation Rufschädigung oder rechtliche Schritte zur Folge haben kann) oder Übererfüllung ihrer bindenden Verpflichtungen (was den Ruf der Organisation verbessern kann) (A.6.1.1). Die Organisation muss die mit ihren Umweltaspekten zusammen-hängenden bindenden Verpflichtungen bestimmen und auf sie zugreifen können. Sie muss bestimmen, wie diese bindenden Verpflichtungen auf die Organisation anwendbar sind und diesen bindenden Verpflichtungen bei Aufbau, Verwirklichung, Aufrechterhaltung und fortlaufender Verbesserung ihres Umweltmanagementsystems Rechnung tragen. Die Organisation muss dokumentierte Information ihrer bindenden Verpflichtungen aufrechterhalten (6.1.3). Im Anhang A wird konkretisiert, dass es sich bei bindenden rechtlichen Verpflichtungen in Verbindung mit den Umweltaspekten einer Organisation um Anforderungen von staatlichen Institutionen oder anderen relevanten Behörden, internationale, nationale und lokale Gesetze und Vorschriften, in Genehmigungsbescheiden festgelegte Anforderungen, Zulassungen oder andere Arten von Erlaubnissen, Weisungen, Regeln oder Anleitungen von Aufsichtsbehörden sowie Urteile von Gerichten oder Verwaltungsgerichten handeln kann (A.6.1.3). Die Organisation muss das Ergreifen von Maßnahmen für den Umgang mit den bindenden Verpflichtungen ergreifen (6.1.4). Bei der Festlegung von Umweltzielen für relevante Funktionsbereiche und Ebenen muss die Organisation den bedeutenden Umweltaspekten und den damit verbundenen bindenden Verpflichtungen Rechnung tragen und deren Chancen und Risiken berücksichtigen (6.2.1).
Die Organisation muss die erforderliche Kompetenz für Personen bestimmen, die unter ihrer Aufsicht Tätigkeiten verrichten und die Umweltleistung der Organisation beeinflussen, die Umweltauswirkungen oder bindende Verpflichtungen bestimmen und bewerten sowie die Bewertung der Einhaltung von Verpflichtungen durchführen (7.2 in Verbindung mit A.7.2). Entsprechende Personen müssen sich zudem ihrer eigenen Aufgabe beim Erreichen der Verpflichtungen einschließlich des Einflusses ihrer Arbeit auf die Fähigkeit der Organisation, ihre bindenden Verpflichtungen zu erfüllen bewusst sein (A.7.3). Darüber hinaus müssen diese Personen sich der Folgen einer Nichterfüllung der Anforderungen des Umweltmanagementsystems, einschließlich der Nichterfüllung der bindenden Verpflichtungen der Organisation bewusst sein (7.3). Auch beim Aufbau der internen und externen Kommunikationsprozesse muss die Organisation den bindenden Verpflichtungen Rechnung tragen (7.4.1).
Bei der Überwachung, Messung, Analyse und Bewertung soll die Organisation bei der Festlegung, was überwacht und gemessen werden soll ihren bindenden Verpflichtungen Rechnung tragen (A.9.1.1). Die Organisation muss hierbei die zur Bewertung der Erfüllung ihrer bindenden Verpflichtungen notwendigen Prozesse aufbauen, verwirklichen und aufrechterhalten. Sie muss in selbst festzulegender Häufigkeit die Einhaltung ihrer Verpflichtungen bewerten und falls notwendig Maßnahmen ergreifen. Zudem muss sie Kenntnisse und Verständnis ihres Status hinsichtlich der Einhaltung der Verpflichtungen aufrechterhalten. Die Organisation muss dokumentierte Informationen als Nachweis der Ergebnisse der Bewertung der Einhaltung der Verpflichtungen aufbewahren (9.2.1). Im Anhang A wird hierzu weiter ausgeführt, dass eine Organisation vielfältige Methoden zur Aufrechterhaltung ihres Wissens und Verständnisses über ihren Status bezüglich der Einhaltung der Verpflichtungen anwenden kann, jedoch müssen alle bindenden Verpflichtungen regelmäßig bewertet werden. Wenn die Ergebnisse der Bewertung der Einhaltung von Verpflichtungen auf eine Schwachstelle beim Erfüllen einer rechtlichen Verpflichtung hindeuten, muss die Organisation notwendige Maßnahmen zur Einhaltung der Verpflichtungen bestimmen und verwirklichen. Dies könnte eine Kommunikation mit der Aufsichtsbehörde und eine Einigung über die Vorgehensweise zur Einhaltung der rechtlichen Verpflichtungen erfordern. Eine Nichteinhaltung wird nicht zwangsläufig zu einer Nichtkonformität erhoben, wenn sie, zum Beispiel, durch die Umweltmanagementsystemprozesse ermittelt und korrigiert wird. Auf die Einhaltung von Verpflichtungen bezogene Nichtkonformitäten müssen korrigiert werden, auch wenn diese Nichtkonformitäten nicht zu einer tatsächlichen Nichteinhaltung von rechtlichen Verpflichtungen geführt haben (A.9.1.2). Die Managementbewertung muss Veränderungen bei bindenden Verpflichtungen und Informationen über die Entwicklungen bei Erfüllung ihrer bindenden Verpflichtungen berücksichtigen.

### Rechtliche Anforderungen in der Norm DIN EN ISO 45001:2018
Die Norm DIN EN ISO 45001:2018 verwendet bevorzugt den Begriff rechtliche Verpflichtungen. Darunter versteht die Norm jene rechtlichen Verpflichtungen mit Relevanz in Bezug auf das Managementsystem, die eine Organisation erfüllen muss. Hierzu zählen explizit auch Festlegungen aus Tarifverträgen und jene Anforderungen, die die Personen bestimmen, die in Übereinstimmung mit Gesetzen, Vorschriften, Tarifverträgen und in der Praxis Vertreter der Beschäftigten sind (3.9).
Im Normtext findet sich in der Einleitung bei den Zielen eines SGA-Managementsystems, dass ein solches System eine Organisation dabei unterstützen kann, ihre rechtlichen Verpflichtungen zu erfüllen (0.2). Compliance mit den rechtlichen Verpflichtungen wird bei den Erfolgsfaktoren als möglicher Schlüsselfaktor für die Verwirklichung und Aufrechterhaltung eines SGA-Managementsystems sowie seine Wirksamkeit und Fähigkeit zum Erreichen seiner beabsichtigten Ergebnisse genannt (0.3). In Übereinstimmung mit der SGA-Politik schließen die beabsichtigten Ergebnisse eines SGA-Managementsystems die Erfüllung rechtlicher Verpflichtungen mit ein (1).
Beim Verstehen der Erfordernisse und Erwartungen von Beschäftigten und anderen interessierten Parteien muss die Organisation bestimmen, welche dieser Erfordernisse und Erwartungen rechtliche Verpflichtungen sind oder zu solchen werden können (4.2). Die Festlegung des Anwendungsbereichs des SGA-Managementsystems sollte ausdrücklich nicht dazu dienen, Produkte und Dienstleistungen, welche Auswirkungen auf die SGA-Leistung der Organisation haben oder haben können, auszuschließen oder sich ihren rechtlichen Verpflichtungen zu entziehen (A.4.3).
Die durch die oberste Leitung festzulegende SGA-Politik muss eine Verpflichtung zur Erfüllung rechtlicher Verpflichtungen enthalten (5.2). Die Organisation muss im Rahmen der Konsultation und Beteiligung der Beschäftigten festlegen, wie rechtliche Verpflichtungen und andere Anforderungen zu erfüllen sind (5.4).
Bei der Bestimmung der Risiken und Chancen für das SGA-Managementsystem und der beabsichtigten Ergebnisse, mit denen umgegangen werden muss, muss die Organisation rechtlichen Verpflichtungen Rechnung tragen (6.1). Unerwünschte Auswirkungen können unter anderem die Nichteinhaltung von rechtlichen Verpflichtungen umfassen (A.6.1.1). Die Methoden zur Bewertung von SGA-Risiken und anderen Risiken für das SGA-Managementsystem können die Überwachung und Kommunikation von neuen rechtlichen Verpflichtungen und anderen Anforderungen (beispielsweise Regulierungsreformen, Überarbeitung von Tarifvereinbarungen mit Bezug auf die Sicherheit und Gesundheit bei der Arbeit) umfassen (A.6.1.2.2). Die Organisation muss Prozesse festlegen, umsetzen und aufrechterhalten,:
- um aktuelle rechtliche Verpflichtungen und andere Anforderungen, die bezogen auf ihr Gefährdungen, SGA-Risiken und ihr SGA-Managementsystem gelten, zu bestimmen und auf diese zugreifen zu können,
- um zu bestimmen, wie diese rechtlichen Verpflichtungen und anderen Anforderungen auf die Organisation angewendet werden und was erforderlich ist kommuniziert zu werden.
Sie muss diesen rechtlichen Verpflichtungen und anderen Anforderungen Rechnung zu tragen, wenn sie ihr SGA-Managementsystem festlegt, verwirklicht, aufrechterhält und fortlaufend verbessert. Die Organisation muss dokumentierte Information über ihre rechtlichen Verpflichtungen aufrechterhalten und aufbewahren und muss sicherstellen, dass diese aktualisiert wird, um jede Änderung widerzuspiegeln (6.1.3). Rechtliche Verpflichtungen können die Gesetzgebung (national, regional oder international), einschließlich Statuten und Vorschriften, Verordnungen und Richtlinien, Anordnungen oder Auflagen von Behörden, Genehmigungen, Lizenzen oder andere Formen von Erlaubnissen, Abkommen, Konventionen, Protokolle und Tarifverträge umfassen (A.6.1.3). Die Organisation muss Maßnahmen zum Umgang mit rechtlichen Verpflichtungen planen (6.1.4).
Bei der Bestimmung der Kompetenz für jede Rolle in der Organisation sollte Dingen wie rechtlichen Verpflichtungen und den möglichen Folgen der Einhaltung und Nichteinhaltung von Verpflichtungen, einschließlich der Auswirkung auf die Sicherheit und Gesundheit der Beschäftigten Rechnung getragen werden (A.7.2). Wenn die Organisation ihre Kommunikationsprozesse festlegt, muss sie ihren rechtlichen Verpflichtungen und anderen Anforderungen Rechnung tragen (7.4.1). Sie muss bei der externen Kommunikation relevanter Informationen ihren rechtlichen Verpflichtungen und anderen Anforderungen Rechnung zu tragen (7.4.3).
Im Rahmen der betrieblichen Planung und Steuerung muss die Organisation Prozesse zur Umsetzung und Steuerung geplanter vorübergehender und dauerhafter Änderungen einschließlich Änderungen von rechtlichen Verpflichtungen und anderen Anforderungen, die sich auf die SGA-Leistung auswirken, festlegen (8.1.3). Bei der Ausgliederung von Funktionen und Prozessen muss die Organisation sicherstellen, dass ihre Regelungen zur Ausgliederung mit den rechtlichen Verpflichtungen übereinstimmen (8.1.4.3).
Bei der Bewertung der Leistung muss die Organisation das Ausmaß bestimmen, in dem rechtliche Verpflichtungen und andere Anforderungen erfüllt werden (9.1.1). Der Anhang A führt als Beispiele für die Überwachung und Bewertung der Erfüllung von rechtlichen Verpflichtungen die Vollständigkeit der ermittelten rechtlichen Verpflichtungen zusammen mit der fortlaufenden Aktualisierung der zugehörigen dokumentierten Information, rechtlich bindende Tarifverträge oder auch den Status von festgestellten Lücken bei der Compliance an (A.9.1.1). Die Organisation muss Prozesse zur Bewertung der Compliance mit rechtlichen Verpflichtungen festlegen, umsetzen und aufrechterhalten. Sie muss hierzu die Häufigkeit und Methoden zur Bewertung der Compliance bestimmen, die Compliance bewerten und, falls notwendig, Maßnahmen ergreifen, Kenntnisse und Verständnis ihres Status hinsichtlich der Compliance aufrechterhalten und dokumentierte Information zu den Ergebnissen der Compliance-Bewertung aufbewahren (9.1.2). Die Managementbewertung der obersten Leitung muss Veränderungen bei externen und internen Themen einschließlich rechtlicher Verpflichtungen und Ergebnisse der Bewertung der Compliance mit rechtlichen Verpflichtungen und anderen Anforderungen behandeln (9.3).
Die Organisation muss Prozesse festlegen, umsetzen und aufrechterhalten, die Berichterstattung, Untersuchung und Ergreifung von Maßnahmen umfassen, um Nichtkonformitäten zu bestimmen und zu behandeln. Als Beispiel für eine Nichtkonformität nennt der Anhang A die Nichterfüllung rechtlicher Verpflichtungen (10.2 in Kombination mit A.10.2).

### Rechtliche Anforderungen in der Norm DIN EN ISO 50001:2018
Der Normtext der DIN EN ISO 50001:2018 verwendet den Begriff rechtliche Verpflichtungen, definiert diesen aber nicht explizit.
Die Organisation muss sicherstellen, dass sie Zugang zu den geltenden rechtlichen Verpflichtungen bezüglich ihrer Energieeffizienz, ihres Energieeinsatzes und Energieverbrauchs hat und darüber hinaus bestimmen, wie diese Anforderungen in Bezug auf diese Kriterien anzuwenden sind. Sie muss außerdem sicherstellen, dass diesen Anforderungen Rechnung getragen wird und ihre rechtlichen Anforderungen in festgelegten Abständen überprüfen (4.2).
Die durch die oberste Leitung festzulegende Energiepolitik muss eine Verpflichtung zur Erfüllung geltender rechtlicher Anforderungen im Zusammenhang mit Energieeffizienz, Energieeinsatz und Energieverbrauch enthalten (5.2).
Die Organisation muss in geplanten Abständen die Einhaltung rechtlicher Anforderungen bezüglich ihrer Energieeffizienz, ihres Energieeinsatz und Energieverbrauch bewerten. Zu den Ergebnissen der Bewertung der Einhaltung und allen ergriffenen Maßnahmen muss die Organisation dokumentierte Informationen aufbewahren (9.1.2) Die Managementbewertung muss die Bewertung der Einhaltung rechtlicher Anforderungen einschließen (9.3.2)
Der Normtext geht nicht so ausführlich auf die Thematik der rechtlichen Verpflichtungen ein, wie die anderen Normen der X001 Reihe, sondern verweist hierzu auf die Compliance-Management Norm ISO 19600 (Anmerkung zu 4.2).

## Rechtspflichten im Kontext anderer Normen
Die hier beschriebenen Normen beziehen sich nur auf Verpflichtungen, die für den Anwendungsbereich des jeweiligen Managementsystems gelten. Diese stehen im Kontext aller Rechtspflichten, die für eine Organisation gelten. Hierzu findet sich oft der Begriff Compliance im unternehmerischen Zusammenhang. Ein entsprechendes Managementsystem wird in der Norm ISO 37301 beschrieben. Auf deren Vorgängernorm ISO 19600 verweist auch die Norm ISO 50001.